# Michael Novak (Fußballspieler, 1990)
Michael Novak (* 30. Dezember 1990) ist ein österreichischer Fußballspieler. Er spielt auf der Position eines Abwehrspielers beim österreichischen Regionalligisten SK Treibach.

## Karriere
Michael Novak begann seine Karriere beim FC St. Veit, wo er 1997 seine ersten Fußballschuhe schnürte. 2008 wurde er bei den Kärntnern in die erste Mannschaft geholt und gab sein Regionalliga Mitte-Debüt am 29. August 2008 gegen den ASK Voitsberg, als er für Sebastian Hertelt in der Halbzeit eingewechselt wurde. Das Spiel endete 3:3. Nach zwei weiteren Jahren beim FC St. Veit wechselte er 2010 zu der zweiten Mannschaft von FK Austria Wien. Mit den Austria-Amateuren wurde Novak 2012 Herbstmeister in der Regionalliga Ost. Daraufhin wurde der Bundesligaklub SV Mattersburg auf Novak aufmerksam und verpflichtete ihn im Jänner 2013.
Sein Debüt in der höchsten österreichischen Spielklasse gab der Abwehrspieler am 23. Februar 2013 gegen den FC Wacker Innsbruck, als er durchspielte und durch ein Eigentor das 0:1 bei der 0:2-Niederlage verschuldete. Er blieb Stammspieler, bis er sich im Mai 2013 einen Bänderriss im Sprunggelenk zuzog. Mattersburg stieg am Ende der Saison aus der Bundesliga ab.
Nach dem Ausheilen seiner Verletzung erkämpfte sich Novak bald seinen Stammplatz auf der linken Abwehrseite zurück. Am 15. Spieltag der Saison 2014/15 erzielte Novak sein erstes Tor im Trikot des SV Mattersburg zur zwischenzeitlichen 3:2-Führung im Spiel gegen den SC Austria Lustenau. Er schaffte mit dem SV Mattersburg 2016 als Meister der „Erste Liga“ den Wiederaufstieg in Österreichs höchste Spielklasse, die Bundesliga. Novak etablierte sich als linker Verteidiger, kommt aber auch als Rechtsverteidiger und im rechten Mittelfeld immer wieder zum Einsatz.
Zur Saison 2018/19 wechselte er zum Ligakonkurrenten Wolfsberger AC, bei dem er einen bis Juni 2020 laufenden Vertrag erhielt. Dieser Vertrag wurde bis 2023 verlängert. Novak erreichte mit dem WAC bis 2021 zweimal den dritten Platz in der österreichischen Bundesliga. Ebenfalls zweimal war er mit dem WAC in der Europa League vertreten. Dort gab es respektable Ergebnissen gegen AS Roma, ZSKA Moskau, Borussia Mönchen Gladbach oder Feyenoord Rotterdam. In allen EC Spielen war Novak in der Startelf. Die Saison 2020/2021 beendete der WAC am 5. Platz. Die Lavanttaler verpassten in diesem Jahr den internationalen Startplatz. Auch im österreichischen Fußballcup war im Halbfinale (0:1) Schluss. Insgesamt kam er für Wolfsberg zu 126 Bundesligaeinsätzen.
Zur Saison 2024/25 wechselte Novak zum Regionalligisten SK Treibach.